# 中田清兵衛
14代 中田 清兵衛（なかた せいべえ、嘉永4年11月20日（1851年12月12日） - 1916年（大正5年）11月12日）は、明治から大正時代の実業家、政治家。

## 経歴
中田宗右衛門の長男として、越中国（富山県）の代々薬種商を営む家に生まれ、中田蘭甫の養子となる。
1879年（明治12年）、第百二十三国立銀行取締役、その後、第十二銀行頭取に就任。金沢貯蓄銀行、北陸商業銀行を設立し、北陸商業銀行や富山電灯の重役、富山市議、富山売薬同業組合長などを歴任した。
1904年（明治37年）9月29日からは、貴族院多額納税者議員を務め、1906年（明治39年）9月12日に辞職した。

## 親族
- 養孫 中田幸吉（富山県知事、養子・15代中田清兵衛[9]の五男）[4][10]